# Цокольний поверх
Цокольний поверх (нульовий поверх) — поверх у будівлі, рівень підлоги приміщення якого знаходиться нижче запланованої позначки землі на висоту не більше, ніж на половину висоти приміщень, що в ньому розташовані. Цокольний поверх розташований на висоті  цоколю.
Стіни цокольного поверху утворюють фундамент. Як правило, житлові приміщення в цокольному поверсі намагаються не розміщувати. Причиною цього є нестача природного світла та психологічні чинники. Одним із чинників є страх «спуску під землю», проявлений певною мірою в багатьох людей. Тому цокольний поверх найчастіше використовують для допоміжних приміщень, котелень, комор, санвузлів. Також можна зустріти розміщені на такому поверсі більярдні, басейни, зали для тренажерів та фітнесу. Цокольний поверх має бути захищеним від стічних і ґрунтових вод.